# Turkocranum bosselaersi
Genre
Espèce
Turkocranum bosselaersi, unique représentant du genre Turkocranum, est une espèce d'araignées aranéomorphes de la famille des Liocranidae.

## Distribution
Cette espèce est endémique de la province de Kahramanmaraş en Turquie. Elle se rencontre vers Göksun.

## Description
Le mâle holotype mesure 4,0 mm et la femelle paratype 4,4 mm.

## Systématique et taxinomie
Cette espèce a été décrite par Danışman et Coşar en 2022.

## Étymologie
Cette espèce est nommée en l'honneur de Jan Bosselaers.

## Publication originale
- Danışman & Coşar, 2022 : « Turkocranum gen. n., a new genus of Liocranidae (Arachnida: Araneae) from Turkey. » Zoology in the Middle East, vol. 68, no 1, p. 73-80.